# Galgenberg bei Diedenbergen
Galgenberg bei Diedenbergen este o arie protejată (arie specială de conservare — SAC, sit de importanță comunitară — SCI) din Germania întinsă pe o suprafață de 294,97 ha, integral pe uscat.

## Localizare
Centrul sitului Galgenberg bei Diedenbergen este situat la coordonatele 50°05′15″N 8°25′20″E / 50.0875°N 8.4222°E.

## Înființare
Situl Galgenberg bei Diedenbergen a fost declarat sit de importanță comunitară în iulie 2001 pentru a proteja 1 specie de animale. Situl a fost protejat și ca arie specială de conservare în martie 2008.

## Biodiversitate
Situată în ecoregiunea continentală, aria protejată conține 4 habitate naturale: Fânețe de joasă altitudine (Alopecurus pratensis, Sanguisorba officinalis), Păduri de fag Luzulo-Fagetum, Păduri de fag Asperulo-Fagetum, Păduri aluvionare cu Alnus glutinosa și Fraxinus excelsior (Alno-Padion, Alnion incanae, Salicion albae).
La baza desemnării sitului se află o specie protejată de  mamifere: liliac cu urechi mari (Myotis bechsteinii).